# Gilroy gardens
Сімейний парк розваг Гілрой Гарденс (початково відомий як Бонфанте Гарденс) розташований в місті Гілрой, Каліфорнія, США. Парк налічує 22 атракціони та 5 розважальних майданчиків. Парк був спроектований та побудований Майклом Бонфантом. Відкритий в липні 2001 року. Парк та 536 акрів території де він розміщений, належить місту Гілрой.

## Історія
Парк засновано Майклом та Клаудією Бонфанте після продажу їх мережі супермаркетів Nob Hill Foods щоб побудувати парк. Парк будувався поступово протягом 25 років. Перед тим як відкритись у вигляді парку розваг, він був відомий як сховище дерев і використовувався для комерційного вирощування рослин, а також як зона відпочинку для співробітників Nob Hill Foods. У 2001 парк був відкритий для загального доступу під іменем «Бонфанте Гарденс», пізніше перейменований на «Гілрой Гарденс» у 2007 році. Найвідомішою особливістю парку є 24 циркових дерева, що були вирощені з кількох стовбурів, з плетіннями у вигляді кошика, у формі серия.
Перші два роки парк мав значні фінансові проблеми і низьке відвідування. Перші два сезони закрились раніше і керівництво парку зважувало чи відкривати узагалі наступний третій сезон. Paramount Parks розпочав керувати парком за контрактом починаючи з 2003 року.
Тепер парк працює під керівництвом Cedar Fair Entertainment Company, яка придбала Paramount Parks у липні 2006 року.
Власником парку стало місто Гілрой (The city of Gilroy) після придбання 5 березня 2008 року.